# Reginaldo Ndong
Reginaldo Micha Ndong Mangue (nacido el 14 de octubre de 1986) es un atleta ecuatoguineano.
Representó a su país en los Juegos Olímpicos de Pekín 2008, donde fue eliminado en la serie séptima de la primera ronda de los 100 metros lisos al acabar en el octavo y último lugar, con una marca de 11.61 segundos.